# Yoshiya Takemura
Yoshiya Takemura (竹村 栄哉 Takemura Yoshiya?, nacido el 6 de diciembre de 1973 en Hiroshima) es un exfutbolista japonés. Jugaba de centrocampista y su último club fue el V-Varen Nagasaki de Japón.

## Trayectoria

### Clubes
| Club               | País  | Año         |
| ------------------ | ----- | ----------- |
| Bellmare Hiratsuka | Japón | 1992 - 1997 |
| Mito HollyHock     | Japón | 1998 - 1999 |
| Oita Trinita       | Japón | 1999 - 2001 |
| Omiya Ardija       | Japón | 2002 - 2003 |
| Sagan Tosu         | Japón | 2004 - 2006 |
| V-Varen Nagasaki   | Japón | 2007 - 2010 |

## Palmarés

### Títulos nacionales
| Título             | Club               | País  | Año  |
| ------------------ | ------------------ | ----- | ---- |
| Copa del Emperador | Bellmare Hiratsuka | Japón | 1994 |